# كرسي كلا (دابوي الجنوبي)
کرسي کلا (بالفارسية: کرسی‌کلا) هي قرية تقع في إيران في قسم دابوي الجنوبی الريفي. يقدر عدد سكانها بـ 315 نسمة بحسب إحصاء 2016.